# Radomir Đalović
Radomir Đalović (Bijelo Polje, 28 ottobre 1983) è un allenatore di calcio ed ex calciatore montenegrino, di ruolo attaccante, allenatore del Rijeka.

## Carriera

### Giocatore

#### Club
Debutta in prima squadra nel 2000 con la Stella Rossa, e dopo una sola stagione passa allo Železnik. Nel 2002 si trasferisce in Croazia, all'NK Zagabria, dove rimane tre stagioni.
Nell'estate del 2005 si trasferisce in Germania all'Arminia Bielefeld. Passa, in Turchia, al Kayseri, dove nel 2007 si trasferisce in Croazia, all'HNK Rijeka. Nell'estate del 2008 viene ingaggiato dal Rapid Bucarest.

#### Nazionale
Ha partecipato, nel 2004, ai campionati europei Under-21 2004 con la Serbia e Montenegro, arrivando in finale e perdendo contro l'Italia.

### Allenatore
Il 13 agosto 2024 viene promosso a capo allenatore del Rijeka in sostituzione all'esonerato Željko Sopić.

## Statistiche

### Statistiche da allenatore
Statistiche aggiornate al 29 maggio 2025. In grassetto le competizioni vinte.
| Stagione        | Squadra         | Campionato      | Campionato | Campionato | Campionato | Campionato | Coppe nazionali | Coppe nazionali | Coppe nazionali | Coppe nazionali | Coppe nazionali | Coppe continentali | Coppe continentali | Coppe continentali | Coppe continentali | Coppe continentali | Altre coppe | Altre coppe | Altre coppe | Altre coppe | Altre coppe | Totale | Totale | Totale | Totale | % Vittorie | Piazzamento |
| Stagione        | Squadra         | Comp            | G          | V          | N          | P          | Comp            | G               | V               | N               | P               | Comp               | G                  | V                  | N                  | P                  | Comp        | G           | V           | N           | P           | G      | V      | N      | P      | %          | Piazzamento |
| --------------- | --------------- | --------------- | ---------- | ---------- | ---------- | ---------- | --------------- | --------------- | --------------- | --------------- | --------------- | ------------------ | ------------------ | ------------------ | ------------------ | ------------------ | ----------- | ----------- | ----------- | ----------- | ----------- | ------ | ------ | ------ | ------ | ---------- | ----------- |
| 2024-2025       | Rijeka          | HNL             | 27         | 13         | 7          | 7          | CC              | 5               | 4               | 1               | 0               | UEL                | -                  | -                  | -                  | -                  | -           | -           | -           | -           | -           | 32     | 17     | 8      | 7      | 53,13      | Sub., 1º    |
| Totale carriera | Totale carriera | Totale carriera | 23         | 13         | 7          | 7          |                 | 5               | 4               | 1               | 0               |                    | -                  | -                  | -                  | -                  |             | -           | -           | -           | -           | 32     | 17     | 8      | 7      | 53,13      |             |

## Palmarès

### Giocatore

#### Club
- Campionato serbo-montenegrino: 1

Stella Rossa: 2000-2001
- Coppa dell'Iran: 1

Sepahan: 2013
- Campionato montenegrino: 1

Budućnost: 2016-2017

### Allenatore

#### Competizioni nazionali
- Campionato croato: 1

Rijeka: 2024-2025
- Coppa di Croazia: 1

Rijeka: 2024-2025